# Gare de La Motte-les-Bains
Ne doit pas être confondu avec Gare de La Motte, Gare de La Motte-Sainte-Roseline ou Gare de La Motte-d'Aveillans.
La gare de La Motte-les-Bains est une gare ferroviaire française située sur le territoire de la commune de La Motte-Saint-Martin, dans le département de l'Isère.

## Situation ferroviaire
Établie à 705 mètres d'altitude, la gare de La Motte-Saint-Martin est située au point kilométrique 16,013 du chemin de fer de la Mure, entre la gare des Grands Balcons (en direction de Saint-Georges-de-Commiers) et la gare fermée de La Motte-d'Aveillans (en direction de La Mure).
Elle disposait initialement de deux voies, constituant un point de croisement, ainsi que de voies de service. La plupart des voies ont été enlevées par la suite : seule subsiste la voie principale.

Évolution du plan de voies de la gare de La Motte-les-Bains
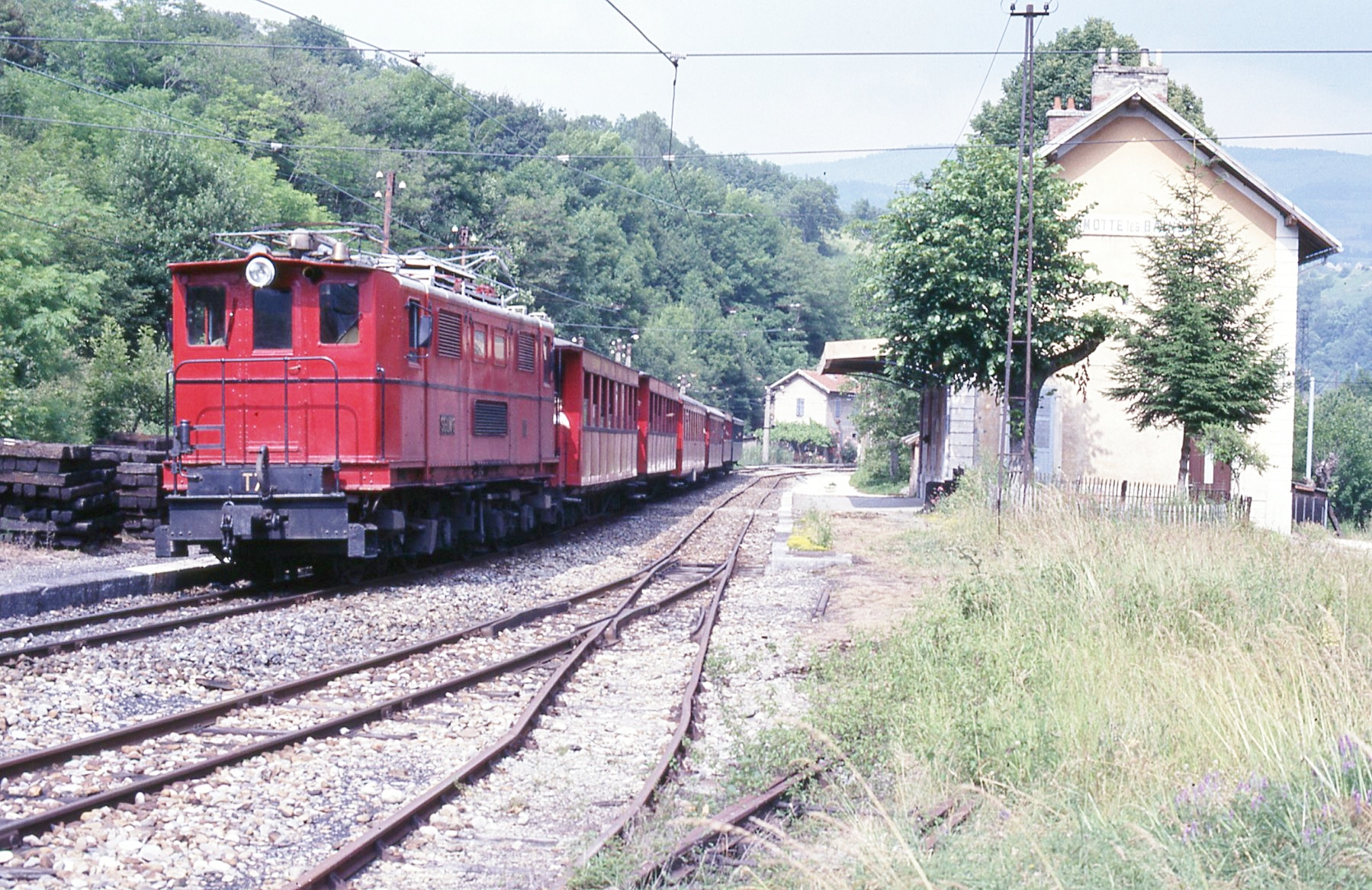
Un train circulant sur la voie directe de la gare en juin 1988.
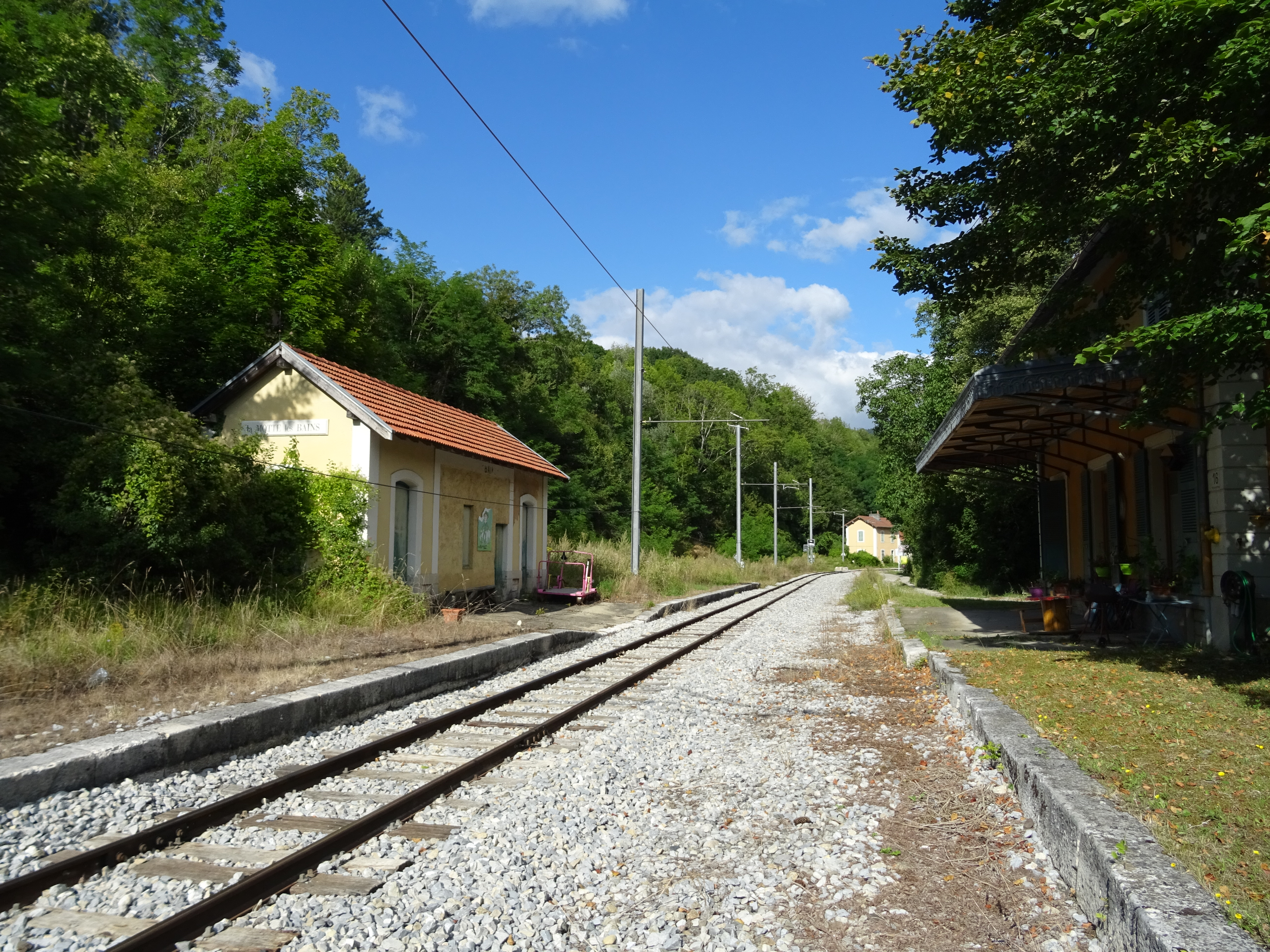
Les quais et la voie subsistante en août 2021.

## Histoire
La gare de La Motte-les-Bains a été mise en service le 1er août 1888 et a été fermée en 1950 aux voyageurs.
À proximité directe de la gare de La Motte-les-Bains se trouve la sous-station de traction ayant permis d'alimenter en électricité la ligne de Saint-Georges-de-Commiers à La Mure, électrifiée intégralement de 1905 à 1912. Entre 1932 et 1985, une sous-station auxiliaire à redresseurs à vapeur de mercure était présente aux Ripeaux, peu avant la corniche du Drac en montant depuis Saint-Georges-de-Commiers afin de renforcer l'alimentation électrique de la ligne,.

## Service des voyageurs

### Accueil
Le bâtiment voyageurs est encore présent ainsi que les abris sur les quais.

### Desserte
Les trains touristiques ne s'arrêtent plus dans cette gare.